# Ласт (міра)
Ласт, лашт (від нім. Last — «тягар, вантаж») — одиниця вимірювання об'єму й ваги вантажів, яка мала в різних місцях неоднакову величину, і крім того, залежала від виду товару. Хлібний ласт (лашт) вживався для вимірювання ваги вантажу (зазвичай зерна), що поміщався на одному возі, запряженому четвериком коней, чи на двох парокінних фурах. У 16—17 ст., за відсутності спеціальних одиниць місткості суден (тоннажу), була основною оптовою одиницею ваги в морській торгівлі країн басейну Балтійського моря.

## Хлібний ласт
У Північній Європі кінця XIX — початку XX століття ласт служив хлібною мірою, значення якої в різних країнах було різним. Англійський ласт дорівнював 29,078 гектолітрам (2,9 м³) чи 640 імперським галонам, гамбурзький — 32,976 гкл (3,3 м³), данський — 16,694 гкл (1,6 м³), любекський — 33,307 гкл (3,3 м³), нідерландський — 30 гкл (3 м³), американський — 28,190 гкл (2,8 м³). При застосуванні ласта як одиниці ваги його приймали рівним 2000 кг, а комерційний ласт у Гамбурзі, Любеку й Бремені — 3000 кг. У Бельгії корабельний ласт дорівнював 1000 кг, у Голландії — 1976,36 кг.
«Арифметика» Л. Магницького й словник Даля визначають ласт хліба або іншої сипкої речовини як міру, що дорівнює 12 чвертям, отже, такий ласт мав дорівнювати 3 кадям (оковам) чи 2 518,92 л ≈ 2,52 м³. При застосуванні ласта як міри місткості купецького судна Даль визначав його як дві тонни або 120 пудів (у різні часи російський ласт вміщував від 90 до 120 пудів чи близько 1475—1960 кг).
Згідно з Ризькою борговою книгою кінця XIII ст., тодішній ласт дорівнював 30 новгородським капам (рос. капь), що мало відповідати близько 165 пудам. Пізніше ласт важив 120 пудів, а наприкінці XV ст. вже 90 пудів. Московська «Торгова книга», що датується 1575—1610 роками, визначає сучасний їй ласт у 72 пуди (1179 кг).
На українських землях у лаштах вимірювалася вага зернового хліба, що експортувався для продажу на заморських ринках. Метрологічною основою даної міри був гданський ласт вагою 2107—2124 кг. Один лашт дорівнював приблизно 50 шифунтам чи 100 неметричним центнерам.
Польський лашт (łaszt) застосовувався у XIV—XIX ст. у балтійських портах для вимірювання сипких товарів, переважно хліба. Дорівнював 3000-3840 літрам (3-3,8 м³), ділився на 30 корців чи на 60 шефлів.

## Старий австро-німецький ласт
Як застаріла міра ваги наприкінці XIX ст. ласт використовувався в Австрії для металів, бавовни (від 20 до 40 центнерів, тобто 2-4 тонни) і в Німеччині для вугілля (60 центнерів, тобто 6 тонн).

## Корабельний ласт
Ласт, що застосовувався в морських вантажоперевезеннях, дорівнював 2 реєстровим тоннам = 200 кубічним футам = 5,66306 м³. На один корабельний ласт звичайно вважалося: 120 пудів брутто сала, конопляної олії, поташу, щетини, цукрового піску, 120 пудів заліза і міді; 100 пудів брутто смоли, дьогтю і воску; 100 пудів пшеничного борошна; 80 пудів брутто свічок і прядив'яної пряжі; 80 пудів листового тютюну; 60 пудів брутто прядива, льону, клею і кінського волосу; 16 чвертей пшениці, жита, вівса, лляного і конопляного насіння тощо.
Митний збір, що стягався з суден, залежав від їхньої місткості і називався ластовим.

## Ласт для лісу
Ласт пиляного і обробленого сокирою лісу в Данцигу і Мемелі дорівнював 2,742 м³ і круглого 2,228 м³, у Штетіні для пиляної і обробленої сокирою деревини ялини і ялиці — 2,468 м³ і дуба 2,228 м³.
У Російській імперії ласт лісу, що експортувався з Ризького порту, дорівнював для пиляних і оброблених сокирою матеріалів 80 кубічним футам (2,265 м³), для пиляного лісу чи дощок — 65 кубічним футам (1,840 м³).

## Лічильна одиниця
Англійське «Застосування мір і ваг» (Assize of Weights and Measures) початку XIV століття згадує оселедцевий ласт (herring last) описуючи його як 10 «довгих тисяч» чи 12 000 штук. Варіант тексту нормандською мовою описує оселедцевий ласт як кількість, рівну 10 «коротким тисячам» з 12 «довгих сотень», що дає ті ж 12 000.
Шкіряний ласт дорівнював 20 дикерам (dicker) = 200 штукам шкір, або, іноді, 12 дюжинам (гросу) шкір, тобто 144 штукам.

## Інші застосування
В Англії існував ласт для пороху, який Англійська артилерійська палата (English Ordnance Board) визначала рівним 24 барелям чи 2400 фунтам (1 090 кг)
Англійський ласт для льону і пір'я дорівнював 1 700 фунтам (близько 770 кг).
«Застосування мір і ваг», датоване бл. 1300 р., згадує також ласт для вовни, рівний 12 сакам = 24 веям (weys) = 336 лондонським стоунам = 4200 торговим фунтам (1 835 кг).